# Nottoways
Els nottoways (en la seva pròpia llengua Cheroenhaka) és una tribu d'amerindis de Virgínia de llengua iroquesa. Dos grups nottoway, la Tribu Índia Nottoway de Virginia i la Tribu Índia Cheroenhaka (Nottoway), han estat reconegudes per l'estat de Virgínia. La Tribu Índia Nottoway de Virgínia viu als comtats de Southampton i Surry a la regió Tidewater, i la Tribu Índia Cheroenhaka (Nottoway) viu al comtat de Southampton i als voltants entre Virgínia i Carolina del Nord. Des de l'època colonial, els tractats per part del govern regional amb els Nottoway han testificat la seva presència com a poble diferent.
Les dues tribus contemporànies van rebre el reconeixement de l'estat el febrer de 2010. No tenen reserves ni reconeixement federal.

## Nom
El significat del nom Cheroenhaka (tuscarora: Čiruʼęhá·ka·ʼ) és incert. (Ha estat pronunciat de moltes maneres: Cherohakah, Cheroohoka o Tcherohaka.) L'últim erudit iroquès Blair A. Rudes analitzà el segon element com a -hakaʼ que vol dir "un o persones que es caracteritzen d'una manera determinada". Es conjectura que el primer element del nom es va relacionar amb el tuscarora čárhuʼ (tabac). El terme també ha estat interpretat com a "Poble a la desembocadura del corrent".
El terme nottoway podria derivar de nadawa o nadowessioux (àmpliament traduït com a "serp verinosa"), un terme que fan servir els parlants algonquins per a designar als seus competidors d'altres famílies lingüístiques, iroquesos o sioux. A causa que els algonquins van ocupar les zones costaneres, van ser les primeres tribus que es trobaren amb els anglesos. Els colons sovint adoptaren aquests etnònims algonquins, els noms d'altres tribus, al principi sense adonar-se'n que aquests diferien dels autònims de les tribus.
Frank Siebert suggereix que el terme natowewa deriva del protoalgonquí *na:tawe:wa i es refereix al massasauga oriental o escurçó de la regió dels Grans Llacs. L'extensió del significat a "parlants iroquesos" és secundària. En llengües algonquines més enllà de l'àmbit geogràfic de l'escurçó (és a dir, cree i algonquins del sud), la referència principal del terme segueix centrant-se en *na:t- tancar en, anar cap a, anar després, buscar, anar a buscar i *-awe: 'condició de calor, estat de calidesa,' però ja no fa referència a l'escurçó. En lloc d'això, sobretot al Sud, la denominació 'iroquesa' és primària. El significat semàntic pot no relacionar-se amb serps en absolut, sinó que es refereix a la posició de negociació cultural dels iroquesos de Virgínia-Carolina com a intermediaris entre algonquins i sioux. Altres esdeveniments històrics en les llengües algonquines estenen el significat d'*-awe a 'cuir o pèl' (p. ex. Cree, Montagnais, Ojibway, Shawnee), una relació òbvia amb "estat de calidesa." Una etimologia potencial a Virgínia de *na:tawe:wa (Nottoway) refereix a *na:t- 'buscador' + -awe: 'pell,' o literalment 'comerciants' La referència més antiga a Virgínia dels "nottoway" també s'emmarca en els intercanvis entre algonquins i iroquesos: Roanoke (perles de petxina) per pells (cérvols i llúdrigues).
Els parlants algonquins també anomenaren als nottoway, meherrin i tuscarores (també parlaven llengües iroqueses) Mangoak o Mangoags, un terme que els anglesos usaven als seus registres de 1584 a 1650. Aquest terme, Mengwe o Mingwe, fou transliterat pels neerlandesos i aplicat als susquehannock ("Minquas blancs") i eries ("Minquas negres"). Una altra variació fou Mingo, que es refereix als descendents de les tribus que havien estat assimilats en part a les Sis Nacions i es van traslladar a Ohio i el Mig Oest.

## Llengua
El nottoway es va extingir abans de 1900. En el moment del contacte amb els europeus (1650), els parlants sumaven només uns centenars. Des de llavors i fins a 1735, un nombre de colons va aprendre l'idioma i van actuar com a intèrprets oficials de la colònia de Virgínia, entre ells Thomas Blunt, Henry Briggs i Thomas Wynn. Aquests intèrprets també van servir als adjacents meherrin, així com als nansemond, qui parlaven nottoway endemés del seu propi dialecte algonquí del powhatan. Els últims dos intèrprets van ser acomiadats en 1735, ja que els nottoway per llavors usaven l'anglès.
En 1820 s'hi deia que només quedaven tres parlants d'edat avançada de nottoway. En aquest any John Wood va recollir més de 250 mostres de paraules d'un d'ells, el cap "Queen" Edie Turner. Els va enviar a Thomas Jefferson, qui els compartí amb Peter Duponceau. En la seva correspondència, aquests dos homes ràpidament van confirmar la llengua nottoway com de la família iroquesa. Algunes paraules addicionals, per a un total de prop de 275, van ser recollits per James Trezvant després de 1831, i publicades per Albert Gallatin en 1836.
Al segle xx Hewitt (1910) i Hoffman (1959) analitzaren el vocabulari nottoway en comparació amb el tuscarora, i els va trobar molt relacionats. Els tuscarores havien viscut a Carolina del Nord en la mateixa època. A causa de la guerra i la pressió colonial, la major part dels tuscarora van emigrar al nord de Nova York a principis del segle xviii a la recerca de protecció per l'aliança amb la Confederació iroquesa. Van declarar que la seva migració va acabar en 1722, i van dir que els tuscarora que viuen en altres llocs havien deixat de ser membres de la tribu. Una important població de Carolina del Nord afirmen ser descendents dels tuscarora i identificar-se amb aquest nom.

## Història
Els Cheroenhaka, igual que els seus veïns iroquesos meherrin i tuscarora, vivien just a l'oest de la fall line. Van ser visitats per primer cop i descrits pel navegador Edward Bland en una expedició de Fort Henry, com va assenyalar en el seu diari el 27 d'agost de 1650. Aleshores el poble comptava no més de 400-500. Bland va visitar dues de les seves tres ciutats, a Stoney Creek i el Rowante Branch del riu Nottoway, a l'actual comtat de Sussex. Aquests pobles van ser dirigits pels germans Oyeocker i Chounerounte.
Els nottoway i meherrin esdevingueren amics dels anglesos. Eren les úniques tribus que enviaren guerrers per ajudar els anglesos contra els susquehannock (també de parla iroquesa) en 1675. Després de la rebel·lió de Bacon, les dues tribus van signar el Tractat de Middle Plantation en 1677, convertint-se així a les Nacions Tributàries de la colònia de Virgínia.
Pel 1681 les tribus hostils provocaren que els nottoway es reubicaren al sud fins al pantà d'Assamoosick al modern comtat de Surry. En 1694 es van mudar de nou a la boca d'un pantà en el que avui és el comtat de Southampton. Al voltant d'aquest temps, que van absorbir les restes dels Weyanoke, una tribu algonquina que antigament havia format part de la Confederació powhatan.
Encara que mai foren nombrosos, els nottoway foren capaços de mantenir llur organització. No desaparegueren dels registres, es fongueren en altres tribus, o quedaren relegats massa lluny de la seva pàtria original. Els erudits creuen que els antics nottoway eren similars culturalment als tuscarora i meherrin. La tribu depenia del cultiu d'aliments bàsics, com les tres germanes (Blat de moro, carabassa i fesol). Aquest cultiu el feien normalment les dones, mentre els homes caçaven i pescaven als rius. Van construir habitatges plurifamiliars coneguts com a cases grans, en les comunitats protegides per tanques estacades.
Els nottoway va patir greus baixes per epidèmies de noves malalties infeccioses eurasiàtiques, com el xarampió i la verola, a les que no tenien immunitat natural. Havien estat provocades pel contacte amb els europeus, com les malalties eren aleshores endèmiques entre els europeus. Les guerres tribals i les invasions dels colons també provocaren la seva disminució numèrica. Quan els tuscarora emigraren cap al nord pel 1720 per convertir-se en la sisena nació de la Confederació iroquesa a Nova York, alguns nottoway també hi van emigrar, mentre que altres van romandre a Virgínia. És probable que alguns descendents iroquesos, especialment entre els tuscarora a Nova York i Canadà, també tenen ascendència nottoway.
Alguns nottoway va tornar al Sud, amb bandes de tuscarores i meherrin barrejats amb ells. Aquests grups van anar a Carolina del Sud.